# Engenharia de fundição
A engenheira de fundição atua nos segmentos de projetos de peças e moldes, processos de ligas ferrosas e não-ferrosas e produtos em fundição, tendo um excelente embasamento na área de engenharia metalúrgica, que tem papel fundamental na fundição.
O engenheiro de fundição estará apto a atuar nos segmentos de projetos de peças e moldes, processos dos mais diferentes tipos de ligas, gestão de pessoas, gestão de processo e qualidade além da área em produtos de fundição.